# Astatoreochromis alluaudi
Astatoreochromis alluaudi es una especie de peces de la familia Cichlidae en el orden Perciformes.

## Morfología
Los machos pueden llegar alcanzar los 19 cm de longitud total.

## Alimentación
Es omnívoro.

## Hábitat
Es una especie de clima tropical entre 24 °C-28 °C de temperatura.

## Distribución geográfica
Se encuentran en África: lagos  Victoria, Kyoga,  Edward,  George, Nabugabo,  Kachira y Nakavali, y sus afluentes.